# Hojiblanca

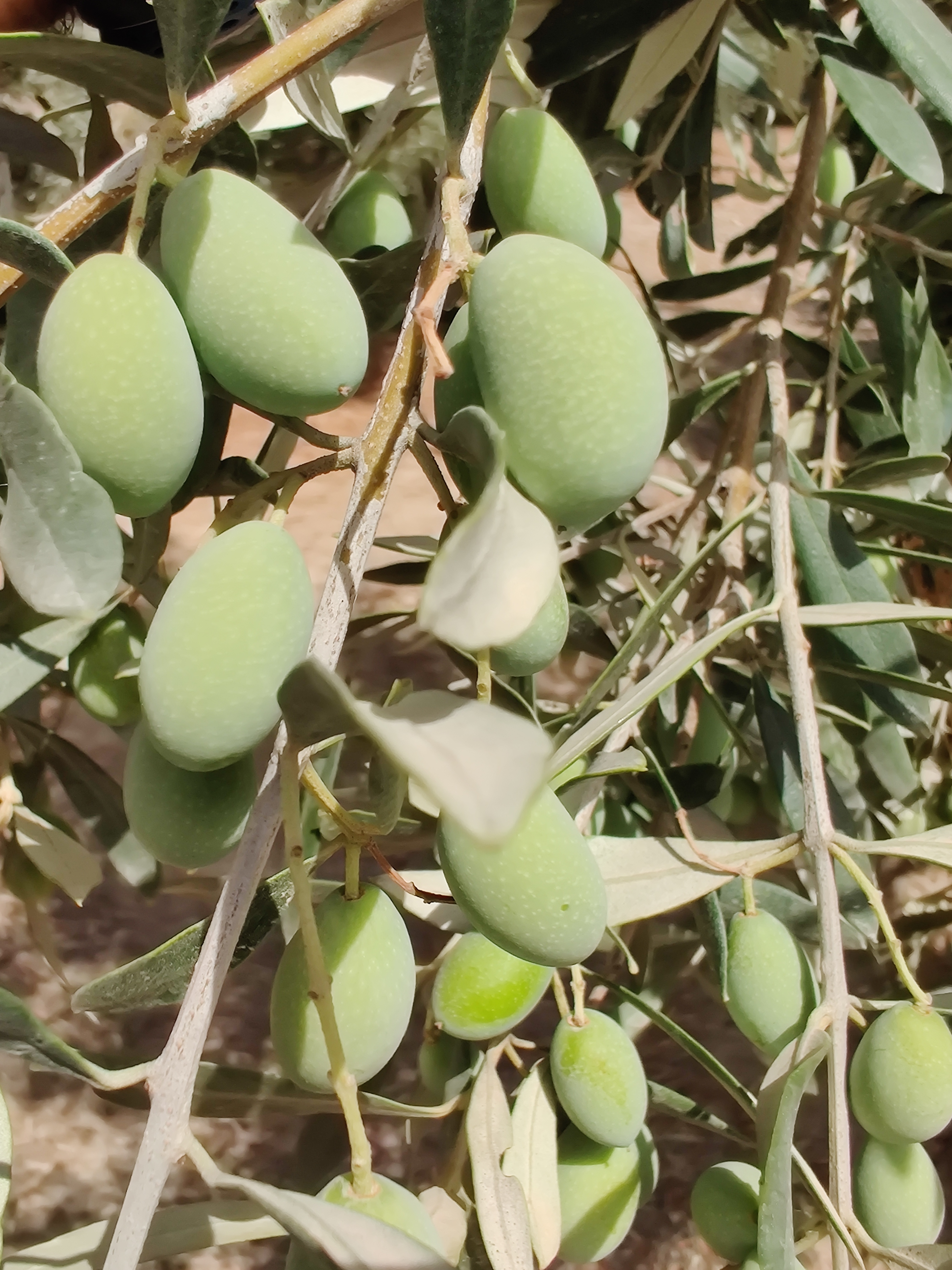
Aceitunas hojiblancas en el mes de septiembre.

Hojiblanca es una variedad cultivar moderna de olivo europeo Olea europaea. Su nombre hace referencia al color claro de sus hojas. Procede del área de Cabra y Lucena (Córdoba). Es la tercera variedad española según superficie cultivada, con unas 200 000 hectáreas en las provincias de Córdoba, Málaga, Sevilla y Granada. Representa el 16% de la producción de aceitunas de Andalucía.

## Sinonimia
- Casta de Cabra
- Casta de Lucena
- Lucentino.[3]

## Características agronómicas
Variedad de vigor medio y resistencia al suelo calcáreo. Considerada rústica por su resistencia a la sequía y su tolerancia hacia el frío invernal.
La aceituna tiene un peso elevado de más de 6 gramos y una forma redondeada y esférica. Madura en época tardía.
La productividad es elevada pero alternante, ya que está afectada por el fenómeno de la contrañada o vecería.
La cosecha mecánica resulta difícil, ya que los frutos tienen gran resistencia a desprenderse del árbol. Se cosecha al final de la temporada (marzo-abril), lo que le da poca productividad.

## Características organolépticas
El aceite virgen extra hojiblanca es un aceite monovarietal con sabor ligeramente amargo y un toque picante no muy intenso. Además, algunos productores destacan que, al extraerse como virgen extra, presenta un perfil sensorial que combina dulzor y un leve amargor, con un color verde intenso y notas almendradas, características que se atribuyen, entre otros factores, a su alto contenido en ácido oleico y polifenoles.

## Propiedades
El aceite procedente de la variedad hojiblanca presenta un alto contenido de ácido oleico (75%), contando con una estabilidad media. Es necesario conservarlo fuera del alcance de luz y aire, para evitar su oxidación.

## Usos
Tanto se puede utilizar para hacer aceite como para aceituna de mesa. En el caso de su uso como aceituna de mesa, la buena consistencia de la pulpa favorece su procesamiento en negro al estilo californiano. Su bajo rendimiento y dificultad en la cosecha lo convierten en un producto exclusivo y de alta calidad. Además, se diferencia de otras variedades (como Arbequina, Picual o Cornicabra) por su sabor almendrado, ideal para salsas y marinados.

## Aceite de oliva de CasaricheD.O.P.
La D.O.P. Casariche. Su aceite de oliva virgen extra es elaborado con aceitunas de la variedad Hojiblanca como principal, representando más del 90 %, considerándose secundarias las variedades 'Picual' y 'Picuda'. Otras variedades como la 'Arbequina', 'Lechín', 'Tempranilla', 'Ocal', 'Campanil' o 'Chorrúa' tienen una presencia testimonial.
Tiene un sabor equilibrado entre amargo y picante, muy suaves ambos, con frutado medio y presencia de toques almendrados y a verde hierba.
El color de este aceite varía entre el verde intenso y el verde amarillento según la maduración de la aceituna. Su acidez máxima es de 0,8º y su índice de peróxidos de 15.
La aceituna hojiblanca se conoce también como Lucentina, de ahí el nombre de la Denominación de Origen Lucena. Es una aceituna vigorosa, de fácil enraizamiento y gran resistencia a la caliza.
Esta denominación de origen cubre a los municipios de Aguilar de la Frontera, Benamejí, Encinas Reales, Iznájar, Lucena, Montilla, Moriles, Monturque, Rute y la parte oriental de Puente Genil situada en la margen derecha del río Genil, en el sur de la provincia de Córdoba, en la comunidad autónoma de Andalucía.

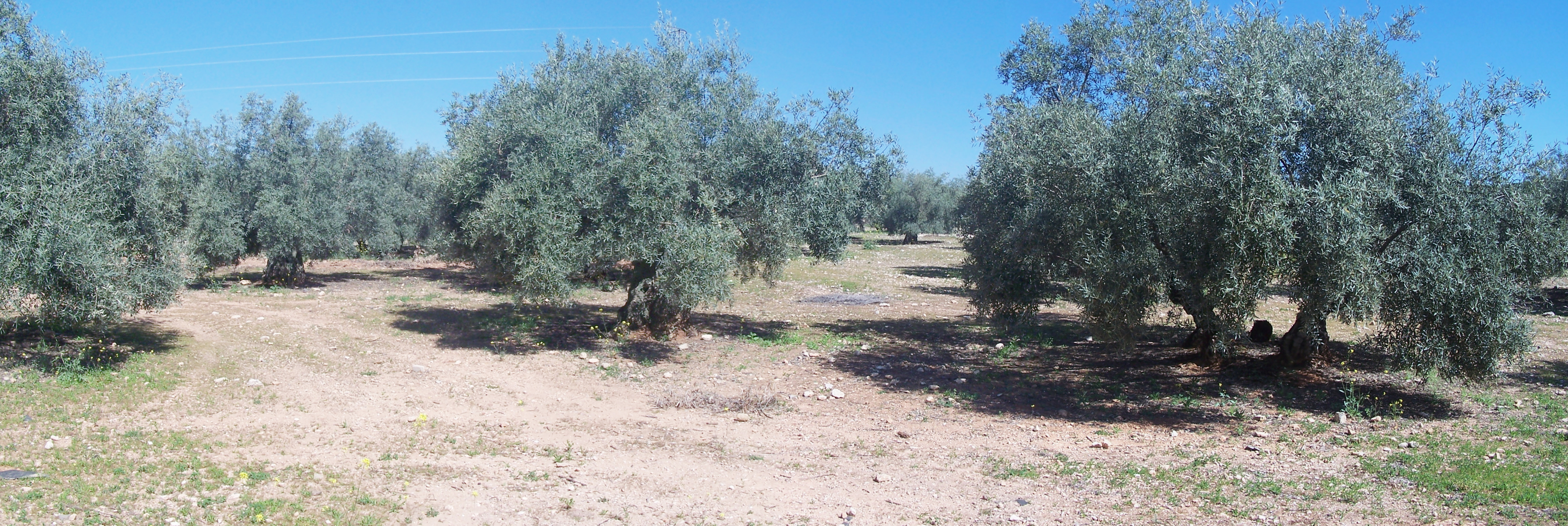
Panorámica de un olivar Lucena, (Córdoba)